# 超干燥贮藏
超干燥贮藏是一種贮藏种子的方法：即将种子含水量降至5%以下，在室温或稍低温条件下保存。煙草種子在超干燥的狀態下可保存超過25年。